# تئو ویمپر
تئو ویمپر (انگلیسی: Théo Vimpère؛ زادهٔ ۳ ژوئیهٔ ۱۹۹۰ ‏(۳۴ سال)) دوچرخه‌سوار اهل فرانسه است.
از باشگاه‌هایی که در آن بازی کرده‌است می‌توان به سن میشل–اوبر۹۳ اشاره کرد.